# Glitter and Doom Live
Glitter and Doom Live è un album live del cantautore statunitense Tom Waits, pubblicato nel 2009. I brani son stati registrati durante il Glitter and Doom Tour dell'estate 2008, che ha visto tappe in Europa e Stati Uniti.

## Tracce

### Disco 1
1. Lucinda/Ain't Goin' Down - 5:37
2. Singapore - 5:00
3. Get Behind the Mule - 6:26
4. Fannin Street - 4:16
5. Dirt in the Ground - 5:18
6. Such a Scream - 2:54
7. Live Circus - 5:04
8. Goin' Out West - 3:48
9. Falling Down - 4:21
10. The Part You Throw Away - 5:06
11. Trampled Rose - 5:06
12. Metropolitan Glide - 3:09
13. I'll Shoot the Moon - 4:25
14. Green Grass - 3:20
15. Make It Rain - 3:58
16. Story - 2:02
17. Lucky Day - 3:47

### Disco 2
1. Tom Tales - 35:53